# Ganton Scott
Ganton Scott (né le 23 mars 1903 à Toronto, province de l'Ontario au Canada - mort le 9 juin 1977 à San Diego État de la Californie) est un joueur professionnel canadien de hockey sur glace. Il évoluait au poste d'ailier.

## Carrière de joueur
En 1922, il a commencé sa carrière professionnelle avec les St. Pats de Toronto dans la Ligue nationale de hockey. Il a également joué pour les Tigers de Hamilton, les Maroons de Montréal et les Maple Leafs de Toronto. Il met un terme à sa carrière en 1927.

## Statistiques
| Saison     | Équipe                      | Ligue      |    | Saison régulière | Saison régulière | Saison régulière | Saison régulière | Saison régulière |    | Séries éliminatoires | Séries éliminatoires | Séries éliminatoires | Séries éliminatoires | Séries éliminatoires |
| Saison     | Équipe                      | Ligue      | PJ | B                | A                | Pts              | Pun              | PJ               | B  | A                    | Pts                  | Pun                  |                      |                      |
| 1922-1923  | St. Pats de Toronto         | LNH        | 17 | 0                | 0                | 0                | 0                |                  |    |                      |                      |                      |                      |                      |
| 1923-1924  | St. Pats de Toronto         | LNH        | 4  | 0                | 0                | 0                | 0                |                  |    |                      |                      |                      |                      |                      |
| 1923-1924  | Tigers de Hamilton          | LNH        | 4  | 0                | 0                | 0                | 0                |                  |    |                      |                      |                      |                      |                      |
| 1924-1925  | Maroons de Montréal         | LNH        | 28 | 1                | 1                | 2                | 0                |                  |    |                      |                      |                      |                      |                      |
| 1925-1926  | Eskimos d'Edmonton          | WHL        | 7  | 0                | 0                | 0                | 0                |                  |    |                      |                      |                      |                      |                      |
| 1925-1926  | Sheiks de Saskatoon         | WHL        | 6  | 0                | 1                | 1                | 2                |                  |    |                      |                      |                      |                      |                      |
| 1926-1927  | Maple Leafs de Toronto      | LNH        | 1  | 0                | 0                | 0                | 0                | --               | -- | --                   | --                   | --                   |                      |                      |
| 1930-1931  | Blackhawks de San Francisco | CalHL      |    |                  |                  |                  |                  |                  |    |                      |                      |                      |                      |                      |
| 1931-1932  | Sheiks d'Oakland            | CalHL      |    | 15               | 5                | 20               |                  |                  |    |                      |                      |                      |                      |                      |
| Totaux LNH | Totaux LNH                  | Totaux LNH | 54 | 1                | 1                | 2                | 0                |                  |    |                      |                      |                      |                      |                      |